# La Herradura, Puebla
La Herradura är en ort i Mexiko.   Den ligger i kommunen Xicotepec och delstaten Puebla, i den sydöstra delen av landet, 170 km nordost om huvudstaden Mexico City. La Herradura ligger 308 meter över havet och antalet invånare är 108.
Terrängen runt La Herradura är huvudsakligen kuperad, men åt sydväst är den bergig. La Herradura ligger nere i en dal. Runt La Herradura är det tätbefolkat, med 297 invånare per kvadratkilometer. Närmaste större samhälle är Xicotepec de Juárez, 13,9 km sydväst om La Herradura. I omgivningarna runt La Herradura växer huvudsakligen savannskog.